# 日本の仏教系高等学校一覧
日本の仏教系高等学校一覧(にほんのぶっきょうけいこうとうがっこう いちらん)は、仏教組織が設立母体となっている日本国内に現存する高等学校、及び仏教組織と関係の深い人物が設立した教育機関が母体となっている、日本国内に現存する高等学校の一覧。
これらの学校は仏教主義学校連盟に加入し、音楽祭や弁論大会などの交流活動を行っている（仏教系大学・仏教系大学会議も参照）。

## 北海道
- 旭川龍谷高等学校
- 札幌龍谷学園高等学校
- 駒澤大学附属苫小牧高等学校
- 小樽双葉中学校・高等学校
- 札幌大谷中学校・高等学校
- 帯広大谷高等学校
- 函館大谷高等学校
- 室蘭大谷高等学校
- 登別大谷高等学校
- 稚内大谷高等学校

## 宮城県
- 聖和学園高等学校

## 栃木県
- 足利短期大学附属高等学校
- 足利大学附属高等学校
- 青藍泰斗高等学校

## 群馬県
- 樹徳中学校・高等学校

## 埼玉県
- 叡明高等学校
- 浦和麗明高等学校
- 淑徳与野中学校・高等学校
- 正智深谷高等学校

## 千葉県
- 国府台女子学院中学部・高等部
- 成田高等学校・付属中学校

## 東京都
- 駒込中学校・高等学校
- 駒沢学園女子中学校・高等学校
- 駒澤大学高等学校
- 佼成学園中学校・高等学校
- 芝中学校・高等学校
- 淑徳SC中等部・高等部
- 淑徳中学校・高等学校
- 淑徳巣鴨中学校・高等学校
- 聖徳学園中学校・高等学校
- 世田谷学園中学校・高等学校
- 東京立正中学校・高等学校
- 宝仙学園中学校・高等学校
- 武蔵野大学中学校・高等学校
- 武蔵野大学附属千代田高等学院
- 立正大学付属立正中学校・高等学校

## 神奈川県
- 鎌倉学園中学校・高等学校
- 相模原高等学校 (私立)
- 鶴見大学附属中学校・高等学校
- 藤嶺学園藤沢中学校・高等学校
- 藤沢翔陵高等学校
- 横浜清風高等学校

## 富山県
- 高岡龍谷高等学校
- 龍谷富山高等学校

## 石川県
- 小松大谷高等学校
- 金沢龍谷高等学校・中等部

## 福井県
- 北陸高等学校
- 仁愛女子高等学校

## 山梨県
- 富士学苑中学校・高等学校
- 身延山高等学校

## 長野県
- 飯田女子高等学校
- 伊那西高等学校

## 静岡県
- 常葉大学附属菊川中学校・高等学校
- 常葉大学附属橘中学校・高等学校
- 常葉大学附属常葉中学校・高等学校

## 愛知県
- 愛知啓成高等学校
- 愛知中学校・高等学校
- 大成中学校・高等学校
- 東海学園高等学校
- 東海中学校・高等学校
- 同朋高等学校
- 豊川高等学校
- 豊田大谷高等学校
- 名古屋大谷高等学校

## 岐阜県
- 岐阜聖徳学園大学附属中学校
- 岐阜聖徳学園高等学校

## 三重県
- 高田中学校・高等学校

## 滋賀県
- 比叡山中学校・高等学校

## 京都府
- 洛南高等学校・附属中学校
- 大谷中学校・高等学校
- 東山中学校・高等学校
- 華頂女子高等学校
- 京都光華中学校・高等学校
- 京都女子中学校・高等学校
- 京都成章高等学校
- 京都西山高等学校
- 京都文教中学校・高等学校
- 京都明徳高等学校
- 花園中学校・高等学校
- 龍谷大学付属平安中学校・高等学校

## 大阪府
- 上宮太子高等学校
- 上宮高等学校
- 上宮学園中学校
- 大谷中学校・高等学校
- 関西創価中学校・高等学校
- 四天王寺中学校・高等学校
- 四天王寺東中学校・高等学校
- 相愛中学校・高等学校
- 東大谷高等学校
- 清風中学校・高等学校
- 清風南海中学校・高等学校
- 宣真高等学校
- 大阪暁光高等学校

## 兵庫県
- 市川高等学校
- 神戸龍谷中学校・高等学校
- 兵庫大学附属須磨ノ浦高等学校

## 奈良県
- 東大寺学園中学校・高等学校
- 智辯学園中学校・高等学校
- 智辯学園奈良カレッジ中学部・高等部

## 和歌山県
- 智辯学園和歌山小学校・中学校・高等学校
- 高野山高等学校

## 岡山県
- 岡山龍谷高等学校・蒼明学院中等部

## 広島県
- 進徳女子高等学校
- 崇徳中学校・高等学校
- 広島音楽高等学校

## 福岡県
- 敬愛中学校・高等学校
- 筑紫女学園中学校・高等学校

## 佐賀県
- 敬徳高等学校
- 龍谷中学校・高等学校

## 熊本県
- 真和中学校・高等学校
- 鎮西中学校・高等学校

## 大分県
- 昭和学園高等学校
- 東九州龍谷高等学校